# Operation Flashpoint
Operation Flashpoint: Cold War Crisis (OFP) är ett datorspel från år 2001, utvecklat av Bohemia Interactive Studio och utgivet av Codemasters. Spelet är en taktisk förstapersonsskjutare och stridssimulator. Operation Flashpoint placerar spelaren på NATO-sidan i ett fiktivt krig mellan NATO och Sovjetrupper år 1985. Två expansioner har släppts till spelet; Gold Upgrade, som inkluderar Red Hammer - en kampanj från Sovjettruppernas perspektiv, och Resistance, som inkluderar en kampanj som soldat i en motståndsrörelse, och utspelar sig tre år innan originalspelet, samt nya grafik- och ljudeffekter. Det som gjort spelet så framgångsrikt är spelets realism samt dess öppenhet för användarskapat innehåll (modifikationer).

## Översikt

### Cold War Crisis
Året är 1985, och Michail Gorbatjov har precis kommit till makten i Sovjetunionen. Medan glasnost och perestroikareformerna stöds av de västerländska regeringarna finns det motsättningar inom kommunistpartiet.
En av personerna som visar missnöje är den fanatiske generalen Aleksei Guba. Guba ser sig själv som Sovjetunionens nästa ledare, och sätter upp som mål att störta Gorbatjov och ta makten. Guba leder en armé på ön Kolgujev. I närheten ligger ön Everon; en självständig republik, och Malden; också en självständig republik med en stark NATO-närvaro. Guba invaderar Everon och besegrar dess lilla militära styrka. Samtidigt planerar Guba att anfalla amerikanerna.
NATO-styrkorna på Malden, under ledning av den amerikanska översten Blake, undersöker situationen på Everon, och rapporterar att ön blivit ockuperad av en "okänd militär styrka". När en spaningshelikopter inte återvänder efter ett uppdrag beordrar Blake en regelrätt invasion av Everon, utan kännedom om de sovjetiska trupperna, och konflikten den skulle utlösa.
Under kampanjens gång får spelaren spela som fyra olika karaktärer:
David Armstrong - En målmedveten menig inom den amerikanska armén, som är stationerad på Malden när konflikten startar.
Robert Hammer - En oerfaren stridsvagnschef som inte är färdig med sin träning, men som ändå blir inkallad på grund av bristen på stridsvagnsbesättning.
Sam Nichols - En Blackhawk-pilot som blir inkallad för att flyga transport- och attackhelikopter, och senare en A-10 Thunderbolt II.
James Gastovski - En elitsoldat inom den amerikanska armén. Gastovski blir inkallad för att utföra sabotageuppdrag.

### Red Hammer
Red Hammer är en ny kampanj som ingår i tillägget Gold Upgrade. Kampanjen skildrar samma konflikt som Cold War Crisis, men placerar spelaren på den sovjetiska sidan i form av en soldat vid namn Dmitri Lukin. Mitt under kampanjen byter dock spelaren sida, och börjar kriga mot sina egna trupper för att ge rum åt det amerikanska övertagandet av ön.
Gold Upgrade innehåller förutom den nya kampanjen flera nya fordon och enheter, bland annat AH-64 Apache och BMP-2.

### Resistance
Resistance är ytterligare ett tillägg till Cold War Crisis. Resistance utspelar sig tre år före originalspelet, och spelaren har rollen som elitsoldaten Victor Troska. Troska har precis återvänt till sitt hem på ön Nogova, efter flera år av exiltjänst i den amerikanska armén, när Sovjetunionen invaderar ön. Troska vägrar delta i striderna, och ignorerar alla försök från motståndsrörelsen att värva honom. En dag söker en svårt skadad gerillasoldat skydd i Troskas lada, med sovjetiska soldater jagande efter honom. Här får spelaren välja mellan att göra uppror mot soldaterna och gå med i motståndsrörelsen, eller avslöja rebellens gömställe (rebellen blir då avrättad) och bli en sovjetisk agent (om spelaren väljer att göra det blir han avrättad efter sitt första uppdrag, men kan istället ge falsk information till sovjeterna och trots allt gå med i motståndsrörelsen). Vad än spelaren gör går han till slut med i motståndsrörelsen.
Tillägget innehåller även nytt grafik- och ljudinnehåll samt ändrar mekaniken i spelets Multiplayer-läge. Till skillnad från Gold Upgrade fick Resistance mycket god kritik. Bland spelets fans anses Resistance som normen, då de flesta spelargjorda modifikationerna kräver Resistance.

## Spelstil
Operation Flashpoint utspelar sig på sammanlagt fyra olika öar, som är öppna att utforska. Uppdragen är dock begränsade till ett visst område, och försöker spelaren lämna området resulterar det i att uppdraget förloras. Uppdragen i sig är tungt scriptade, men innehåller ändå en viss variation.
Multiplayer innehåller Capture the Flag, Capture the Island, Capture the Base, Co-Op, Deathmatch och Team Deathmatch. En serverägare kan till exempel välja att spela Co-Op med mänskliga spelare och botar i samma lag, eller de mänskliga spelarna i ett lag och botarna i motståndarlaget. Capture the Island är ett spelläge designat av Mike Melvin där två lag med mänskliga spelare, eller ett lag bestående av en mänsklig spelare och ett lag av AI, har möjlighet att bygga egna baser på ön där spelarna sedan kan träna AI-enheter, bygga upp ett försvar och sedan gå i strid med motståndaren.
Operation Flashpoint inkluderar en uppdragseditor, där spelaren kan designa egna uppdrag. Med editorn är det möjligt att skapa små, enkla uppdrag till stora kampanjer (oftast tillsammans med andra verktyg).

## Spelvärlden
Topografin på de tre öarna i originalspelet är baserade på riktiga öar. Kolgujev är baserad på Teneriffa, en av Kanarieöarna. Everon är baserad på den kroatiska ön Krk. Malden är baserad på den grekiska ön Levkas. Ön Nogova i Resistance är dock inte baserad på någon verklig ö, men har flera likheter med landmärken i Tjeckien.
Även om spelvärlden är baserad på verkliga öar är den geografiska storleken på dem i spelet mycket mindre än de verkliga.

## Fanbas
Trots att Operation Flashpoints popularitet inte är lika stor som till exempel Half-Life- eller Battlefield-serien är dess community och spelare ändå mycket aktiva, trots spelets ålder. Tack vare spelets öppenhet för användarskapat innehåll har flera uppdrag och modifikationer, samt andra tillägg, skapats. De flesta krigs- och försvarsmakter i världen har återskapats av spelarna för användning i spelet. Operation Flashpoints community ses oftast som vuxen och seriös, vilket gör att fusk och annat beteende som anses otrevligt sällan syns på spelets multiplayer-servrar. Detta tros bero på spelets spelstil och höga realism, som oftast inte tilltalar den genomsnittliga spelaren.

## Vapen och fordon
Operation Flashpoint innehåller flera vapen och fordon hämtade ur verkligheten. Följande vapen och fordon återfinns i spelet (följande lista inkluderar bara de vapen och fordon som återfinnes i originalspelet och dess expansioner):

### Vapen
NATO:
- Beretta 92FS
- Glock 17 (ljuddämpad version finns tillgänglig)
- Smith & Wesson .357 Magnum
- MP5SD6 (i spelet kallad för "HK")
- M16A2 (en version med granattillsats M203 finns också tillgänglig)
- XM-177E2 (en version med rödpunktsikte finns också tillgänglig)
- Steyr AUG
- G36
- M60
- M21
- MM-1
- M72 LAW (i spelet omladdningsbar)
- Carl Gustaf granatgevär
- FIM-92 Stinger

Sovjetunionen:
- TT-33
- Skorpion
- Bizon
- AK-74 (en version med granattillsats BG-15 finns tillgänglig)
- AKS-74U
- PKM
- Dragunov
- 6G30 Grenade Launcher
- RPG Nh-75
- 9M111 Fagot/AT-4 Spigot
- 9K32 Strela-2/SA-7 Grail

Motståndsrörelsen:
- CZ-75
- Ingram MAC-10
- AK-47 (version med granattillsats BG-15 också tillgänglig)
- Vz 58 (i spelet kallad för "AK47 CZ")
- Kozlice (hagelgevär)
- Remington 700 (i spelet kallad för "jaktgevär")
- FN-FAL
- G3

### Fordon
NATO:
- M151 MUTT
- HMMWV
- M939 lastbil (tillgängliga i trupptransport, bränsle, ammunition och reparationsvarianter)
- M113A2 (tillgänglig i standard- och ambulansversion)
- M2A2 Bradley
- M60A2 Patton
- M1 Abrams
- M163 VADS
- OH-58D Kiowa Warrior
- UH-60 Black Hawk
- CH-47 Chinook
- AH-1 Cobra
- AH-64 Apache
- A-10 Thunderbolt II

Sovjetunionen:
- UAZ-469
- BRDM-2
- Ural 375 (tillgängliga i trupptransport, bränsle, ammunition och reparationsvarianter)
- BMP-1 (tillgänglig i standard- och ambulansversion)
- BMP-2
- T-72B1
- T-80BV
- ZSU-23-4 Shilka
- Mil Mi-17
- Mil Mi-24 Hind
- V-80 (Ka-50)
- Su-25

Motståndsrörelsen:
- UAZ-469 (tillgänglig i ambulansvariant)
- PV3S (tillgängliga i trupptransport, bränsle, ammunition och reparationsvarianter)
- Beslagtagen BMP-1
- T-55A
- Beslagtagen T-72
- Beslagtagen T-80